# Moenkhausia chlorophthalma
Moenkhausia chlorophthalma är en fiskart som beskrevs av Sousa, Netto-ferreira och José L. O. Birindelli 2010. Moenkhausia chlorophthalma ingår i släktet Moenkhausia och familjen Characidae. Inga underarter finns listade i Catalogue of Life.